# Ebang I
Pour les articles homonymes, voir Ebang.
Ebang I est une localité de la région du Centre au Cameroun, localisée dans la commune de Soa et le département de la Méfou-et-Afamba.

## Population
En 1965, Ebang I comptait 428 habitants, principalement des Ewondo.
Lors du recensement de 2005, ce nombre s'élevait à 893.